# Folkets Röst (Göteborg)
Folkets Röst var en socialistisk tidning utgiven i Göteborg från den 12 augusti 1887 (första och enda provnumret "0", nummer 1 utkom den 27 augusti) till den 9 november 1889. Den var Göteborgs första arbetartidning. Provnumret utkom sex dagar efter Arbetet i Malmö. Grundare av tidningen var typografen Pehr Erikson och agitatorn och korgmakaren John Kjellman, där Kjellman till en början var utgivare och Erikson redaktör. 1888 övertog Erikson även posten som ansvarig utgivare.
1888 blev tidningen antagen som organ för den 1884 nybildade Socialdemokratiska föreningen. Endast någon vecka senare hamnade tidningen i bekymmer. Tidningens nummer 43/88, daterat den 27 oktober, belades med kvarstad. Detta var på grund av två artiklar och ett poem som publicerats däri, som ansågs innehålla smädliga uttryck mot respektive: riksdagen, Göteborgs polismästare Elliot och kung Oscar II. Poemet var författat av en anonym skald, Sigvald Götsson (egentligen Gottfrid Björck). Den förstnämnda artikeln samt poemet ledde till två separata tryckfrihetsmål, medan artikeln gällande polismästaren inte gav någon följd. Som ansvarig utgivare dömdes Pehr Erikson den 20 december 1888 till totalt ett års fängelse, varav nio månader för majestätsbrott.